# Cratere Pettit (Marte)
Pettit è un cratere sulla superficie di Marte.
Il cratere è dedicato all'astronomo statunitense Edison Pettit.